# Магаш, Любомир
Любомир Магаш (серб. Љубомир Магаш / Ljubomir Magaš), он же Люба Земунский или Люба Земунец (серб. Љуба Земунац / Ljuba Zemunac; 27 мая 1948, Белград — 10 ноября 1986, Франкфурт-на-Майне) — один из известнейших деятелей югославской организованной преступности (в прошлом боксёр-любитель), трижды судимый в Югославии за изнасилование и ставший в 1970-е и 1980-е годы самой известной личностью криминального подполья Франкфурта-на-Майне. Убит в 1986 году бандитом Гораном «Маймуном» Вуковичем.

## Биография

### Происхождение
Отец — хорват Шиме Магаш, уроженец Нина. Мать — сербка Роза Чурчич. Любомир провёл детские годы в белградском районе Земун. Когда ему было 6 лет, отец ушёл из семьи. После того, как семья Любомира переехала в район Звездара, тот вступил в боксёрский клуб «Раднички» и увлёкся уличными драками. Там он и получил свою кличку «Люба Земунец». Окончив среднюю школу, он поступил в училище на автомеханика, но так его и не окончил. Некоторое время работал на тракторном заводе компании IMT в Добановцах.

### Начало криминального пути
В 1964 году за мелкую кражу Магаша впервые привлекли к уголовной ответственности и поставили на учёт в полицию. В 1965 году 17-летний он предстал перед судом Белграда за ограбление и был отправлен в колонию-поселение, но через год снова ограбил магазин и был осуждён уже судом города Ниш. Его буйный характер приводил к более и более серьёзным последствиям: в 1967 году Любомир устроил драку в кампусе Белградского университета, избив студента Технического факультета Владимира Вучковича. Опасаясь попасть за решётку, он сбежал в Австрию, откуда вернулся спустя некоторое время.

### Характер и убеждения
Любомир уже с подросткового возраста был известен как хулиган и отличался неадекватным поведением. В криминальном подполье он стал известен как один из агрессивнейших и злобных бандитов: будучи физически сильным, он не знал пощады к противникам ни на боксёрском ринге, ни в криминальных кругах. Часто его видели с компанией подозрительных личностей на улицах и откровенно боялись: Любомир мог не только побить кого-то, но и переманить на свою сторону и приучить к насилию.
Несмотря на свой взбалмошный характер, Магаш не был антикоммунистом и даже не вовлекался активно в политику, но при этом поддерживал правивший Союз коммунистов Югославии. Журналисты считают, что Магаш в 1970-е годы сотрудничал с Югославской государственной службой безопасности.

### Тюремный срок за изнасилование
Осенью 1967 года с Раде «Чентой» Чалдовичем и Зораном «Робией» Милосавлевичем Любомир Магаш совершил очередное преступление, изнасиловав девушку. За это он был осуждён на 2 года и 8 месяцев лишения свободы, отбывая наказание в тюрьме Сремской-Митровицы. Чалдович и Милосавлевич были оправданы по причине отсутствия доказательств против них. В тюрьме Магаш не только не изменил манеру своего поведения, но даже стал ещё более злобным и агрессивным, избивая регулярно сокамерников или издеваясь над ними. Так, согласно некоторым рассказам, он заставлял своих сокамерников пережёвывать чёрствый хлеб, чтобы сделать из кусков хлеба шахматные фигуры.

### Бегство в Италию
Летом 1970 года после освобождения Магаш возобновил свою криминальную деятельность и в марте 1971 года предпринял попытку бежать в Италию. Его напарником по бегству стал бандит по кличке «Джани» (серб. Ђани), которому грозил тюремный срок за угон машины. Старый приятель Магаша «Чента» присоединился к нему. Вся компания вскоре прибыла в Италию: Магаш поселился в Милане, где проживали многие члены югославского криминального подполья. Вскоре «Люба Земунский» снова взялся за старое и начал грабить магазины, чем привлёк внимание итальянской полиции и был депортирован в Германию.

### Восхождение на «криминальный Олимп» в Германии
В Германии Магаш изначально даже не тянул на какого-либо преступника и вообще не был известен даже местным ветеранам криминала, но благодаря своему суровому внешнему виду, физической силе и неадекватной психике выделился в криминальном мире. Он проживал изначально в Оффенбахе-на-Майне, пригороде Франкфурта, где югославская мафия проводила «сходки» в кафе «Журнал» или «Juxebox Jumbo Jet», под документами на имя Томислава Шпадиера (серб. Tomislav Spadijer) и подрабатывал охранником или «вышибалой» на дискотеках. Вскоре он возглавил банду преступников, которые занимались разбойными нападениями и рэкетом, начав своё восхождение на криминальные вершины Германии. При помощи внушения страха своим врагам Люба Земунский поднял свой авторитет. Помимо разбойных нападений, он окунулся в сферу проституции, якобы приглашая эмигрировавших из Югославии девушек на работу в казино и бары и затем переквалифицируя их в «жриц любви».

### Экстрадиция на родину
Но в июне 1974 года Магаша раскрыла германская полиция: после драки с лицом, отказавшимся платить за рэкет и «крышевание», и последующих угроз Любу Земунского ждала экстрадиция в Югославию, которая должна была осуществиться в сентябре 1974 года. В декабре 1974 года неожиданно немецкая полиция спасла Магаша от суда в Югославии, отказав Министерству юстиции СФРЮ в экстрадиции, поскольку те якобы не предоставили полный список обвинений в адрес Магаша.
К маю 1975 года Магаш сделал ещё один фальшивый паспорт на имя Душко Гудеца (серб. Duško Hudjec) и к тому моменту уже успел попасть под суд за ограбление и вождение без прав. В сентябре 1975 года случилось самое худшее: его экстрадировали наконец-то на родину. 9 октября 1975 самолёт авиакомпании JAT прибыл в Югославию, и печально известного бандита восемь немецких полицейских передали в руки югославского служителя порядка Томы Ристича. Белградский суд осудил Магаша на 4 года и 6 месяцев лишения свободы, но уже спустя три года его освободили досрочно. Он уехал в Будву, где снова изнасиловал женщину и после этого традиционно сбежал в Германию по ещё одному фальшивому паспорту на имя Джованни Ангелиса (итал. Giovanni Angelis).

### Возвращение в криминальный бизнес
27 августа 1978 Магаш снова попал под суд: в кафе Haup trost города Вены на Фляйшмарктштрассе при соучастии Любы Земунского был убит югославский бандит Велько Кривокапич, известный под кличкой «Веля Черногорец» (серб. Velja Crnogorac), который не так давно рассорился со старым знакомым Магаша Раде «Чентой» Чалдовичем из-за взятых в долг денег. Чалдович решил устранить неугодного ему бандита при помощи Любомира Магаша и Юсуфа Булича: пока оба держали крепко Кривокапича, «Чента» забил того бутылкой вина до смерти.
Подобным поступком Магаш сделал себя «крёстным отцом сербской организованной преступности» и получил своеобразный статус личной неприкосновенности во Франкфурте. Люба Земунский возглавил криминальную группировку, которая занималась рэкетом и «крышеванием» некоторых мелких предприятий (магазинов, кафе и ресторанов, владельцами которых были югославы). Его коллега «Чента» стал аналогичным боссом в Штутгарте. Со временем их друзьями стали Джордже Божович и Желько Ражнатович, которые регулярно путешествовали в Германию и помогали соотечественникам, находящимся на заработках. Впрочем, Магашу они не осмеливались оказывать какую-либо помощь: тот управлял жёстко всем подпольем Франкфурта и отказывался от предложений помощи.

### Закат криминальной карьеры
В январе 1980 года дела Магаша пошли прахом: его объявили в международный розыск югославы за совершённое в Будве в 1978 году изнасилование. Немцы опять арестовали Магаша и депортировали его на родину 20 февраля 1981: суд приговорил Любу Земунского к 5 годам тюрьмы. Тот, в свою очередь оспорил приговор суда и в октябре 1982 года был оправдан, после чего немедленно уехал в Германию.
В 1983 году Магаш возглавил банду из 20 человек, которые занимались пытками, шантажом и разбойными нападениями. Все бандиты оказались под подозрением, но германская полиция не спешила ловить их, поскольку Магаш каждый раз умудрялся выбираться из безвыходных ситуаций. Тем не менее, и у полиции вскоре закончилось терпение: Люба Земунский стал головной болью для немецких правоохранительных органов, вследствие чего полиция вынуждена была обратиться за помощью к другим югославским бандитам. Кто-то из них должен был любой ценой свергнуть Магаша с криминального трона Франкфурта.
Долго немцам ждать не пришлось: объявился Горан «Маймун» Вукович, которому только-только исполнилось 20 лет и который лишь начинал свою криминальную карьеру. Часто он наведывался во Франкфурт, чтобы ограбить какое-либо небольшое заведение и втереться в доверие к Магашу. Горан, устроившийся работать на Магаша, очень скоро разочаровался в своём начальнике и фактически стал его ненавидеть. Подрабатывая на железнодорожной станции, он всё больше и больше уставал от вечного исполнения приказов своего босса и в конце концов решил что-либо ограбить для себя без разрешения сверху.

### Гибель от рук Вуковича
Любо Земунец решил, что юный Горан Вукович перешёл «запретную черту», и решил проучить непокорного подчинённого. В январе 1985 года Магаш и его знакомые Слободан «Цане» Савич и Влада Бачар устроили перестрелку с Вуковичем и его другом Борисом Петковым. В результате перестрелки Вукович был ранен в руку Савичем. Полиция ФРГ арестовала Магаша и в марте 1986 года начался суд. Прокурор требовал осудить Магаша на 8 лет тюрьмы, а Савича на 9 лет. Однако и это дело Магашу удалось выиграть: его оправдали по причине отсутствия доказательств, а Савич получил 2 с половиной года тюрьмы. Свидетелем защиты Магаша в суде стал футбольный тренер Фахрудин Юсуфи, который якобы даже помог ему построить алиби.
Это не остановило Вуковича, и он решил сам разобраться с Магашем: только его физическая ликвидация позволила бы разрушить его криминальную империю и развязать руки другим бандитам. 10 ноября 1986 к 10:30 Магаш и Вукович со своей охраной (в охране Горана были братья Шошкичи) встретились где-то во Франкфурте. Устроив словесную перепалку, оба схватились за оружие, но Вукович оказался быстрее: дважды он выстрелил в грудь Магашу. Полиция услышала выстрелы и арестовала Вуковича на месте.
Магаш умер спустя несколько часов от полученных ранений. Вукович был осуждён на 5 лет тюрьмы, после чего уехал в Белград и там был убит в 1994 году после очередной криминальной разборки. Считается, что к смерти Вуковича приложил руку Кристиян Голубович, крестник Магаша, поклявшийся лично отомстить Вуковичу.